# Virginie Aladjidi
Virginie Aladjidi est une auteure et éditrice, en littérature jeunesse.

## Biographie
Virginie Aladjidi nait en 1971. Elle travaille dans l'édition et la presse jeunesse. Elle collabore beaucoup avec Caroline Pellissier, auteur avec laquelle elle réalise de nombreux ouvrages.

## Publications
(juillet 2023).
Virginie Aladjidi a participé à de nombreux livres,,
- Petits psaumes : La mer, avec Caroline Pellissier, Bayard jeunesse, 2003  (ISBN 9782747008945)
- Petits psaumes : La terre , avec Caroline Pellissier, Bayard jeunesse, 2003  (ISBN 9782747008952)
- Petits paumes (les): Le ciel , avec Caroline Pellissier, Bayard jeunesse, 2003  (ISBN 9782747008969)
- Petits psaumes: danser, avec Caroline Pellissier, Bayard jeunesse, 2004   (ISBN 9782747013086)
- Petits psaumes : chanter, avec caroline Pellissier, Bayard jeunesse, 2004   (ISBN 9782747013062)
- La multiplication des pains, avec Caroline Pellissier, Nathan, 2004   (ISBN 9782092022443)
- Rire, adapté avec Caroline Pellissier d'après le psaume 126 ; illustré par Aurélie Abolivier, Bayard Jeunesse, 2004
- Bonjour et merci, avec Caroline Pellissier et Julien Rosa, Albin Michel jeunesse, 2004  (ISBN 9782226150332)
- L'arche de Noé, adapté avec Caroline Pellissier, d'après le livre de la Genèse ; illustré par Olivier Latyk, Nathan, 2004
- La naissance de Jésus, avec Caroline Pellissier, Nathan, 2004   (ISBN 9782092022429)
- Le cri des bêtes, avec Caroline Pellissier, éditions Thierry Magnier, 2005   (ISBN 9782844203625)
- La tour de Babel, avec Caroline Pellissier et Isabelle Pin, Nathan, 2005   (ISBN 9782092505021)
- Jonas et le gros poisson, avec Caroline Pellissier, Nathan, 2005   (ISBN 9782092505007)
- Les formes, avec Vincent Bourgeau, Larousse, 2005   (ISBN 9782035651631)
- Les couleurs, Larousse, 2005   (ISBN 9782035651457)
- Les contraires, Larousse, 2005  (ISBN 9782035651648)
- Les chiffres, Larousse, 2005   (ISBN 9782035651655)
- Mon corps, Larousse, 2005   (ISBN 9782035651662)
- David et Goliath, avec Caroline Pellissier et Isabelle Pin, Nathan , 2005   (ISBN 9782092505014)
- J'aime, j'ai peur, j'ai envie : Les petits mots des sentiments, avec Laurent Kling, Albin Michel, 2005   (ISBN 9782226150431)
- À table !, avec Caroline Pellissier et Vincent Bourgeau, Larousse, 2006   (ISBN 9782035652034)
- Album de mes années maternelle, avec Caroline Pellissier, Bayard jeuness , 2006   (ISBN 9782747020510)
- Sagesses du monde entier, avec Caroline Pellissier et Eric Puybaret, Fleurus, 2006   (ISBN 9782215045601)
- Peaux, avec Caroline Pellissier, éditions Thierry Magnier, 2008   (ISBN 9782844206435)
- Adibou- : Pourquoi je dors ?, Nathan, 2008   (ISBN 9782092518380)
- Adibou- : Pourquoi j'ai mal ?, Nathan, 2008   (ISBN 9782092518397)
- Pourquoi je fais pipi ? avec Martin Brossollet, Nathan, 2008   (ISBN 9782092518410)
- Pourquoi je mange de tout ?, Nathan , 2008    (ISBN 9782092518403)
- Poésies du monde entier : La nature, avec Caroline Pellissier, éditions Fleurus, 2008   (ISBN 9782215047766)
- Les trois petits cochons, avec Caroline Pellissier et Marion Girerd, Lito, 2008   (ISBN 9782244367118)
- Les bébés animaux, avec Marcelle Geneste, Nathan, 2008   (ISBN 9782092518694)
- Cendrillon, (Puzzle), avec Caroline Pellissier, Lito , 2008   (ISBN 9782244367149)
- Blanche neige, avec Caroline Pellissier et Marion Girerd, Lito , 2008   (ISBN 978-2-244-36712-5)
- Petites comptines pour grands tableaux, Palette, 2009
- Histoires pour fêter ma première communion, avec Caroline Pellissier, Bayard jeunesse , 2009   (ISBN 9782747024983)
- Prières de noël à chanter pour mon bébé, avec Caroline Pellissier, 2009   (ISBN 9782728913152)
- Inventaire illustré des animaux, avec Emmanuelle Tchoukriel, Albin Michel jeunesse, 2009   (ISBN 9782226192165)
- Poésies des p'tits bonheurs, avec Jérome Pellissier et Eric Puybaret, Fleurus, 2009   (ISBN 9782215048572)
- Inventaire illustré des fruits et légumes, illustré par Emmanuelle Tchoukriel, Albin Michel jeunesse, 2010, réédité en 2016
- Le calendrier catho de la famille : 2010-2011, 16 mois, septembre 2010 à décembre 2011, avec Caroline Pellissier  Savine Pied  Lyse Harinck, 2010 .
- Ouistiti garde son gâteau pour lui, Albin Michel jeunesse, 2010   (ISBN 9782226195647)
- Hérisson fonce sur sa luge, Albin Michel, 2010   (ISBN 9782226195623)
- Hibou part en voyage, Albin Michel, 2010   (ISBN 9782226195616)
- Cuisiner avec les petits au fil des saisons, avec Caroline Pellissier et Marion Billet, éditions Thierry Magnier, 2010   (ISBN 9782844208743)
- Poussin crie trop fort, Albin Michel, 2010   (ISBN 9782226195630)
- Belles rimes pour grands tableaux, avec Caroline Pellissier, Palette , 2010   (ISBN 9782358320436)
- Histoires pour fêter ma confirmation, avec Caroline Pellissier Ugo Bienvenu et Hélène Georges, Bayard jeunesse , 2010   (ISBN 9782747027908)
- Prières à Marie à chanter pour mon bébé, avec Caroline Pellissier et Eric Puybaret, Mame, 2010   (ISBN 9782728913435)
- La bible illustrée, avec Sélina Hastings, Amy Burch et Eric Thomas, Nathan, 2010   (ISBN 9782092526927)
- Comptines pour bébé, Lito, 2011   (ISBN 9782244405643)
- Inventaire illustré des merveilles du monde, avec Emmanuelle Tchoukriel, Albin Michel jeunesse, 2011   (ISBN 9782226230386)
- Inventaire illustré de la mer, avec Emmanuelle Tchoukriel, Albin Michel jeunesse, 2011   (ISBN 9782226220172)
- Cow-boys et indiens, Nathan, 2011   (ISBN 9782092533079)
- Le coffret atelier tampon, avec Emmanuelle Tchoukriel, Albin Michel jeunesse, 2011   (ISBN 9782226221919)
- Histoires pour parler de Dieu aux petits, avec Caroline Pellissier, Aurélie Abolivier, Emmanuelle Tchoukriel  et simon Kroug, Bayard jeunesse, 2011   (ISBN 9782747034302)
- Communion, avec caroline Pellissier et Peggy Nille, Mame, 2011 ,  (ISBN 9782728914005)
- Profession de foi, avec Caroline Pellissier et Claire de Gastold, Mame, 2011   (ISBN 9782728914012)
- Inventaire illustré des arbres, avec Emmanuelle Tchoukriel, Albin Michel jeunesse, 2012   (ISBN 9782226242792)
- Le calme de la nuit, avec Caroline Pellissier, illustré par Charlotte des Ligneris et Emmanuelle Tchoukriel, Thierry Magnier, 2012
- Avant d'être grand, illustré par Charlotte des Ligneris, Éditions Thierry Magnier, 2012
- Comptines de la tête aux pieds, avec Caroline Pellissier, Lito, 2012   (ISBN 9782244405650)
- L'album de mes années d'école, avec Caroline Pellissier  et Mathilde Domecq, Nathan, 2012   (ISBN 9782092542859)
- Vite, vite, au parc !, éditions Fleurus, 2012   (ISBN 9782215118862)
- C'est mon doudou !, avec Laurence Jammes, éditions Fleurus, 2012   (ISBN 9782215118855)
- Au Zoo, éditions Fleurus, 2012   (ISBN 9782215119203)
- Bonjour les animaux !, éditions Fleurus, 2012  (ISBN 9782215118848)
- Le camion de pompiers, Deux coqs d'or , 2012   (ISBN 978-2-01-393670-5)
- Le camion poubelle, Les deux coqs d'or, 2012   (ISBN 9782013936712)
- Marie (Cubes), avec Caroline Pellissier et Mélanie Combes, Mame, 2012   (ISBN 9782728915538)
- Catéchisme, avec Caroline Pellissier et Sébastien Chebret, Mame, 2012   (ISBN 9782728915156)
- Prières à chanter pour les enfants + CD, avec Caroline Pellissier, Mame, 2012   (ISBN 9782728915552)
- C'est Noël !, éditions Fleurus, 2012  (ISBN 9782215119197)
- Chut, c'est une surprise, Hatier, 2013   (ISBN 9782218971730)
- Atlas des animaux, avec Emmanuelle Tchoukriel , Albin Michel jeunesse, 2013   (ISBN 9782226250889)
- Aladjidi, Virginie, 1971-, Inventaire illustré des insectes, Paris, A. Michel jeunesse, 2013 (ISBN 978-2-226-24943-2 et 2-226-24943-5, OCLC 863000691, lire en ligne)[4],[5]
- Famille nombreuse, avec Caroline Pellissier et Nathalie Grenier, éditions Thierry Magnier, 2013   (ISBN 9782364743076)
- Paroles du Seigneur, avec Caroline Pellissier et Lucie Minne, Mame, 2013   (ISBN 9782728916900)
- Abécédaire pour parler de dieu aux petits, Bayard jeunesse, 2013   (ISBN 9782747042963)
- Petites comptines des animaux, avec Caroline Pellissier, 2013   (ISBN 9782358321211)
- Promesses, fous rires et feux de veillée, avec Caroline Pellissier et Paul Beaupère, Mame, 2014   (ISBN 9782728919819)
- Les bébés animaux, avec Marcelle Geneste, Nathan, 2014   (ISBN 9782092551851)
- Les hommes préhistoriques, Nathan, 2014   (ISBN 9782092551660)
- Envole-toi !, avec Caroline Pellissier, illustré par Emmanuelle Tchoukriel, Thierry Magnier, 2014
- Inventaire illustré des records de la nature, avec Emmanuelle Tchoukriel, Albin Michel , 2014   (ISBN 9782226257581)
- La vie des pirates, Nathan, 2014  (ISBN 9782092551721)
- Prières pour toute l'année, avec Caroline Pellissier et Eric Puybaret, Mame, 2014   (ISBN 9782728919291)
- La boîte à questions ... pourquoi on croit en Dieu ?, avec Caroline Pellissier et Lili la baleine, Deux coqs d'or, 2014   (ISBN 9782013831772)
- Bonne nuit petit chat, avec Caroline Pellissier, Les deux coqs d'or, 2015   (ISBN 9782014602500)
- La campagne, avec Emmanuelle Tchoukriel, Albin Michel, 2015   (ISBN 9782226254986)
- Le grand livre de jardinage des enfants, avec Caroline Pellissier et Elisa Géhin, 2015   (ISBN 9782364746695)
- Inventaire illustré des oiseaux, avec Emmanuelle Tchoukriel, AlbinMichel, 2015   (ISBN 9782226258878)
- Le spectacle de la nature, avec Caroline Pelissier et Emmanuelle Tchoukriel, Albin Michel, 2015   (ISBN 9782226318596)
- Où es-tu cachée Lola ?, avec Caroline Pellissier, Les deux coqs d'or, 2015   (ISBN 9782014602517)
- La nativité en chansons, livre sonore, avec Caroline Pellissier, Les deux coqs d'or , 2015   (ISBN 9782012272323)
- Vivre en chrétien au fil des saisons, avec Caroline Pellissier et Savine Pied, 2015   (ISBN 9782747057448)
- Ma petite crèche, avec Caroline Pellissier, deux coqs d'or, 2015   (ISBN 9782014602548)
- Nos Saisons, avec Caroline Pellissier, illustré par Emmanuelle Tchoukriel, Nathan, 2016
- Au bord de la mer, avec Emmanuelle Tchoukriel, Albin Michel jeunesse, 2016   (ISBN 9782226254979)
- Inventaire illustré des fleurs /  illustré par Emmanuelle Tchoukriel, Albin Michel jeunesse, 2016
- Inventaire illustré de la montagne, avec Emmanuelle Tchoukriel , Albin Michel jeunesse , 2016   (ISBN 9782226325310)
- Prières scoutes, avec Caroline Pellissier et Eléonore Della-Malva , Mame , 2016   (ISBN 9782728921553)
- Mon carnet de prières à personnaliser, avec Caroline Pellissier, Les deux coqs d'or , 2016   (ISBN 9782012910539)
- Prier ensemble à la maison : 101 idées et autant de gestes, avec Étienne Grieu , Atelier , 2016    (ISBN 9782708243279)
- Le matin de Pâques, avec Caroline Pellissier et Lucile Ahrweiller  , deux coqs d'or , 2016   (ISBN 9782012021686)
- L'histoire du premier noël, avec Caroline Pellissier , Les deux coqs d'or , 2016    (ISBN 9782013239004)
- Aladjidi, Virginie, 1971- ... et Chetaud, Hélène., Mes premières histoires de la Bible, Paris, Nathan, dl 2016 (ISBN 978-2-09-256691-6 et 2-09-256691-1, OCLC 971579836, lire en ligne)
- Un cœur qui bat, Editions Thierry Magnier , 2017
- 40 petites prières pour le carême, avec Caroline Pellissier et Luce Minne , Mame , 2017   (ISBN 9782728922666)
- En route, avec Caroline Pellissier et Géraldine Cosneau , Les deux coqs d'or, 2017  (ISBN 9782017010357)
- Quand je serai grand, avec Caroline Pellissier, Les deux coqs d'or , 2017  (ISBN 9782017010319)
- Fais dodo petit chat, avec Caroline Pellissier et Amy Blay , Deux coqs d'or , 2017   (ISBN 9782017010364)
- Le grand livre de bricolage des enfants, éditions Thierry Magnier, 2017  (ISBN 9791035200107)
- Inventaire illustré des dinosaures, Albin Michel, 2017  (ISBN 9782226394286)
- La forêt, avec Caroline Pellissier et Emmanuelle Tchoukriel , Albin Michel jeunesse , 2017   (ISBN 9782226392282)
- La première nuit de Noël : une histoire animée, avec Caroline Pellissier et Sonia Baretti , Deux coqs d'or , 2017   (ISBN 9782012359239)
- Joyeux Noël, avec Maryse Guittet , Deux coqs d'or , 2017   (ISBN 9782016264065)
- On se sent bien au jardin, avec Caroline Pellissier, illustré par Charlotte Des Ligneris, Larousse, 2018
- Les posters de mes 3 ans , avec Caroline Pellissier , Nathan , 2018   (ISBN 9782092577936)
- Les posters de mes 4 ans , avec Caroline Pellissier , Nathan , 2018   (ISBN 9782092577950)
- Les posters de mes 5 ans , avec Caroline Pellissier , Nathan , 2018   (ISBN 9782092577943)
- Les posters de mes 6 ans , avec Caroline Pellissier , Nathan , 2018   (ISBN 9782092577967)
- Camouflés , cherchés , trouvés ! avec Caroline Pellissier , Le pommier , 2018   (ISBN 9782746517011)
- Le petit Chaperon Rouge, avec Marion Girerd , Lito , 2018   (ISBN 9782244367194)
- ABC Ma petite science, Le pommier , 2018   (ISBN 9782746516991)
- Mon cahier de méditation chrétienne, Mame , 2018   (ISBN 9782728925254)
- Beautés de la nature, Albin Michel , 2018  (ISBN 9782226439246)
- Merveilles de mon baptême, avec Caroline Pellissier et Bérengère Staron , Mame , 2018   (ISBN 9782728925162)
- Merveilles de ma communion, avec Caroline Pellissier et Fifi Mandirac, Mame , 2018  (ISBN 9782728924417)
- Le livre de la confiance pour grandir avec le seigneur, avec Caroline Pellissier et Lucile Ahweiller, Mame , 2019   (ISBN 9782728926732)
- Dis pourquoi ? L'Égypte, avec Caroline Pellissier , Les deux coqs d'or , 2019   (ISBN 9782017051299)
- Inventaire illustré de la préhistoire, Albin Michel , 2019   (ISBN 9782226435705)
- Comptines pour la récré, avec Caroline Pellissier et Séverine Cordier , Lito , 2019   (ISBN 978-2244402659)
- Ma première encyclopédie visuelle, avec Caroline Pellissier et Olivier Latyk, Larousse , 2019   (ISBN 9782035946812)
- Halte à la bagarre ! avec Caroline Pellissier, illustré par Kei Lam, Casterman, 2020
- Je t'aime tant, avec Caroline Pellissier, illustré par Thierry Manes, Les deux coqs d'or , 2020  (ISBN 9782017863380)
- La vie de Jésus pour les petits, avec Caroline Pellissier et Lucil Ahweiller , Mame , 2020   (ISBN 9782728927449)
- Dis pourquoi? Les grandes inventions, avec Caroline Pellissier , Deux coqs d'or , 2020   (ISBN 9782017866596)
- L'évangile des parents, avec Caroline Pellissier , Mame, 2020   (ISBN 9782728927289)
- Petites prières pour chaque jour, avec Caroline Pellissier et Claire De Gastold , Mame , 2020   (ISBN 9782728927661)
- Petite libellule, avec Caroline Pellissier, Grund, 2021
- Petite coccinelle, Gründ , 2021  (ISBN 9782324027956)
- Petit papillon, avec Caroline Pellissier , Gründ , 2021 ,  (ISBN 9782324027932)
- Petite grenouille, avec Caroline Pellissier  et Isabelle Simler  , Grund , 2021  (ISBN 9782324027925)
- L'abeille et autres petits insectes, avec Caroline Pellissier , Gründ , 2021   (ISBN 9782324029028)
- Le chêne et autres grands arbres, avec Caroline Pellissier , Gründ , 2021  (ISBN 9782324029035)
- Journée parfaite, avec Caroline Pellissier , éditions Thierry Magnier , 2021 ,  (ISBN 9791035204143)
- Mon grand livre d'images Deyrolle, avec Caroline Pellissier, Gründ , 2021  (ISBN 9782324029042)
- Histoires pour fêter mon baptême, avec caroline Pellissier et Aurélie Abolivier , Bayard jeunesse, 2021   (ISBN 9791036315879)
- Grain de blé, le livre pour grandir dans la foi, avec Caroline Pellissier , Mame , 2021   (ISBN 9782728929672)
- La très grande bible des tout-petits, avec Caroline Pellissier et Julie Faulques , Bayard jeunesse, 2021    (ISBN 9791036330759)
- La communication pacifiste : C'est pas juste !, avec Caroline Pellissier et Aurore Carric , Casterman , 2021  (ISBN 9782203222069)
- Sacrée colère !, avec Caroline Pellissier et Florence Langlois , Deux coqs d'or , 2021   (ISBN 9782017863618)
- Recycl'Art, avec Caroline Pellissier , Larousse , 2021   (ISBN 9782035992642)
- Mes puzzles pour compter Deyrolle, avec Caroline Pellissier , Gründ , 2021   (ISBN 9782324029059)
- Dis pourquoi? croire en Dieu, avec Caroline Pellissier et Lili la baleine , Deux coqs d'or , 2022   (ISBN 9782017193432)
- Inventaire illustré des roches et minéraux, avec Caroline Pellissier  et Emmanuelle Tchoukriel , Albin Michel , 2022   (ISBN 9782226471390)
- Mon grand livre des animaux Deyrolle, avec Caroline Pellissier , Gründ , 2022   (ISBN 9782324029936)
- Le rhinocéros et autres animaux à protéger, avec Caroline Pellissier  Emile Deyrolle , Gründ , 2022   (ISBN 9782324030604)
- Ça bouge pas mal à Paris, Casterman, 2022   (ISBN 9782203236752)
- C'est beau la vie, avec Caroline Pellissier , 2022  (ISBN 9782330169985)
- Y'en a marre d'obeïr !, avec Caroline Pellissier et Aurore Carric, Casterman , 2022   (ISBN 9782203236981)
- Non non et non !, avec Caroline Pellissier et Aurore Carric , Casterman , 2022   (ISBN 9782203237223)
- Vivre , avec Caroline Pellissier, Albin Michel , 2022   (ISBN 9782226445827)
- La poule et autres drôles d'oiseaux , avec Caroline Pellissier , Émile Deyrolle , Gründ , 2022 ,  (ISBN 9782324030611)
- L'envol du papillon, avec Caroline Pellissier et Laure Dufay , Bayard soleil , 2023   (ISBN 9791036352775)
- Imagine ... la colombe , avec Caroline Pellissier , Bayard soleil , 2023  (ISBN 9791036345616)
- Imagine ... le lion, avec Caroline Pellissier et Jessica Das, Bayard soleil, 2023   (ISBN 9791036353352)
- Mode : De la haute couture à la rue, avec Cécile Perrin, Actes sud junior , 2023   (ISBN 9782330177386)
- Avec un coquelicot, une noisette, un caillou, avec Caroline Pellissier, Actes sud jeunesse, 2023
- Le bol du petit empereur : Mes premiers contes de sagesse, avec Caroline Pellissier et Laure Du Fay , Bayard soleil , 2023   (ISBN 9791036345609)
- L'ascolotl, les secrets d'une métamorphose, avec Caroline Pellissier et Benoît Perroud , Actes sud junior , 2023  (ISBN 9782330174927)
- Bonne nuit, avec Caroline Pellissier , Solenne et Thomas , deux coqs d'or , 2023   (ISBN 9782017877936)